# Hertogplein

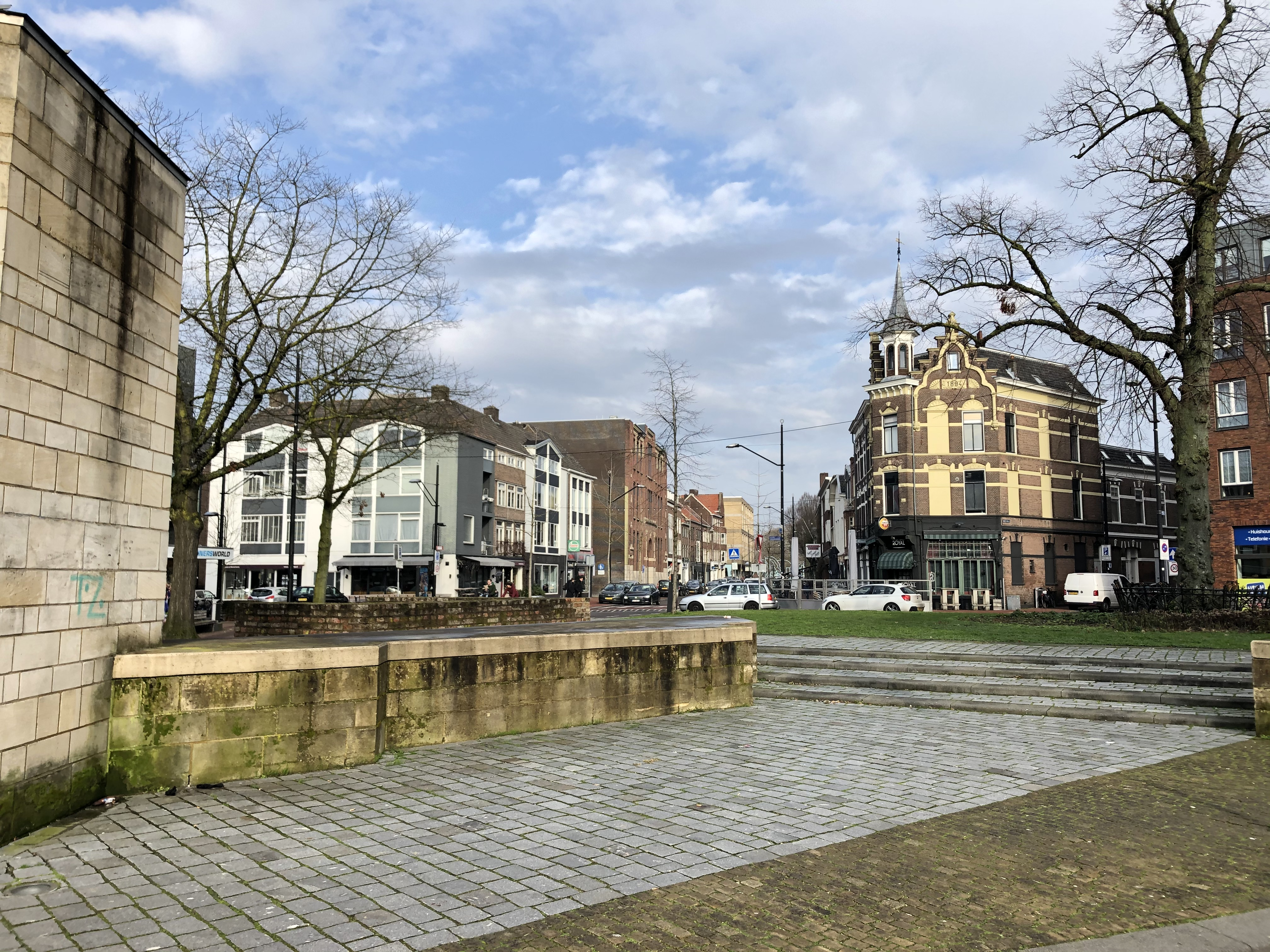
Het Hertogplein in 2020.

Het Hertogplein is een plein in de wijk Stadscentrum in Nijmegen. 

## Geschiedenis

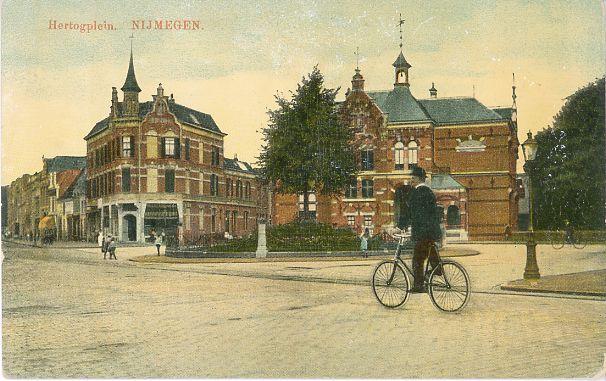
Ansichtkaart Hertogplein (1913), centraal het smeedijzeren hek en de boom, rechts van de boom de Nutsschool

Het plein stamt uit de periode rond 1880, toen het Hertogplein werd aangelegd op de plaats waar enkele jaren eerder de Hertsteeg- of Hertogpoort was afgebroken. Een markant punt op het plein is de Wilhelminaboom, een zogenaamde koninginneboom die werd geplant in 1898, het kroningsjaar van Wilhelmina. Architect Derk Semmelink heeft twee werken voor op het plein ontworpen. Zowel het smeedijzeren hek om de boom, als het schoolgebouw voor de eerste Nutsschool van de Maatschappij tot Nut van 't Algemeen zijn van zijn hand. De school is in 1968 afgebroken, maar het hek is nog wel op het Hertogplein te vinden. Wel heeft de oude linde plaatsgemaakt voor een andere boom. In 2007 werden onder het plein de restanten van de stadspoort van Nijmegen gevonden, dit zorgde voor vertraging in de herstructurering van het plein.